# Petrus Nigri

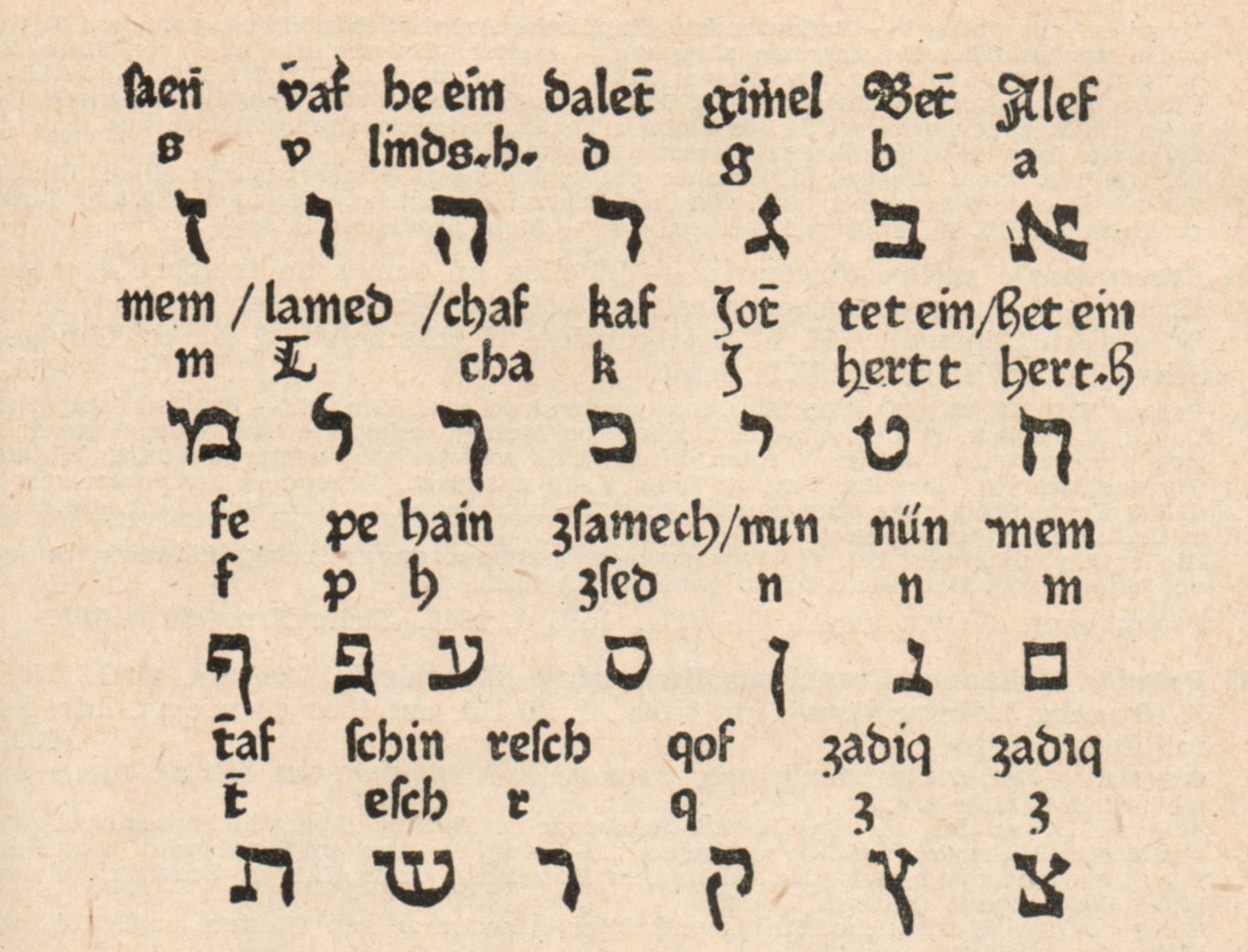
Hebräisches Alphabet. Aus Petrus Nigris Stern des Meschiah

Petrus Nigri (fälschlicherweise oft "Niger") alias Peter Schwartz (* 1434 in Kaaden, Böhmen; † zwischen 1481 und 1484) war ein Theologe. Er gilt als der Verfasser der frühesten gedruckten antijüdischen Schriften, aber auch als erster Christ in Deutschland, der eine hebräische Sprachlehre verfasste und drucken ließ.

## Leben
Petrus Nigri studierte unter anderem in Salamanca und Montpellier. Dort lernte er auch Hebräisch und befasste sich mit jüdischer Literatur und Theologie. Später nutzte er diese Kenntnisse in Predigten und Disputen mit Rabbinern.
1452 trat Nigri in Eichstätt dem Orden der Dominikaner bei. In Leipzig beschäftigte er sich mit Philosophie und Theologie. Dort schrieb er sein erstes Werk, das den Titel De modo praedicandi trug und 1457 herauskam. Nachdem er in Freiburg seine Universitätsprüfungen glanzvoll bestanden hatte, wurde er nach Bologna geschickt, um an der dortigen Universität seine Ausbildung in Theologie und kanonischem Recht fortzusetzen. Zwei Jahre später wurde er zurückgerufen, um ein Lehramt zu übernehmen und zu predigen. 1465 lehrte er in Köln unter anderem Philosophie, 1467 in Ulm Theologie, 1469 oder 1470 kam er als Prior nach Eichstätt und am 31. Mai 1473 wurde er an der neu gegründeten Universität Ingolstadt Doktor der Theologie. Im darauf folgenden Jahr lehrte er im Konvent von Regensburg Theologie. Ab 1478 hatte er eine Professur in Ingolstadt inne und lehrte Exegese des Alten Testaments. Matthias Corvinus lud ihn nach Ungarn an die Akademie für Philosophie, Theologie und Heilige Schrift in Buda. Petrus Nigri widmete ihm zum Dank dafür die 1481 in Venedig erschienene Schrift Clypeus Thomistarum adversus omnes doctrinae doctoris angelici obtrectatores. Als überzeugter Thomist hielt er sich streng an die Überlieferung dieser Schule.

## Schriften gegen das Judentum

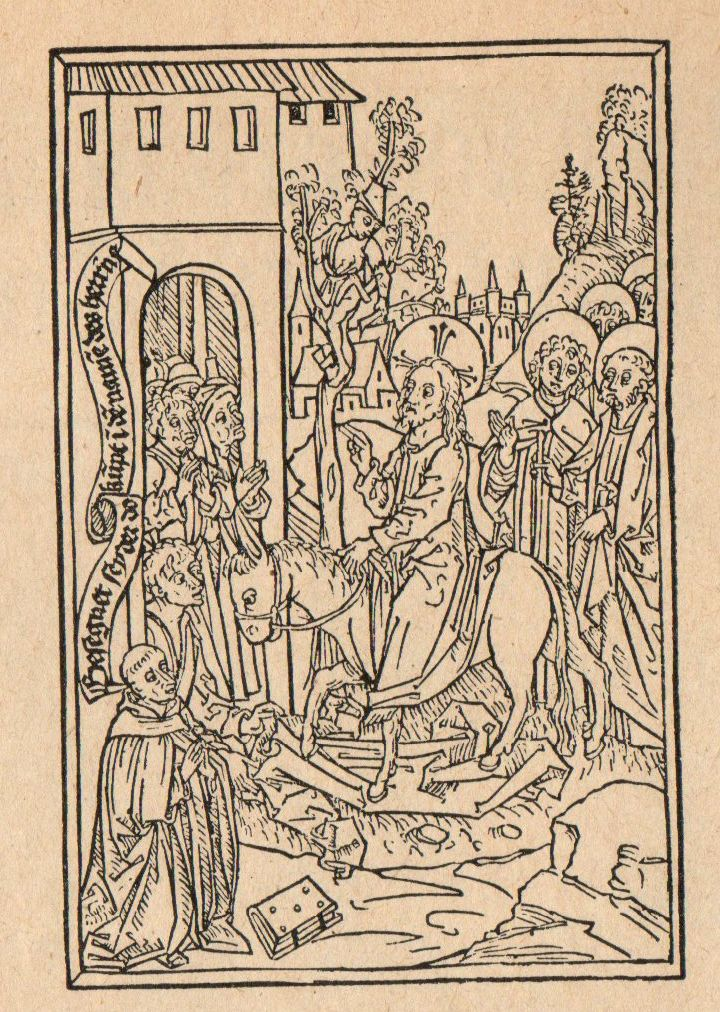
Einzug Jesu in Jerusalem

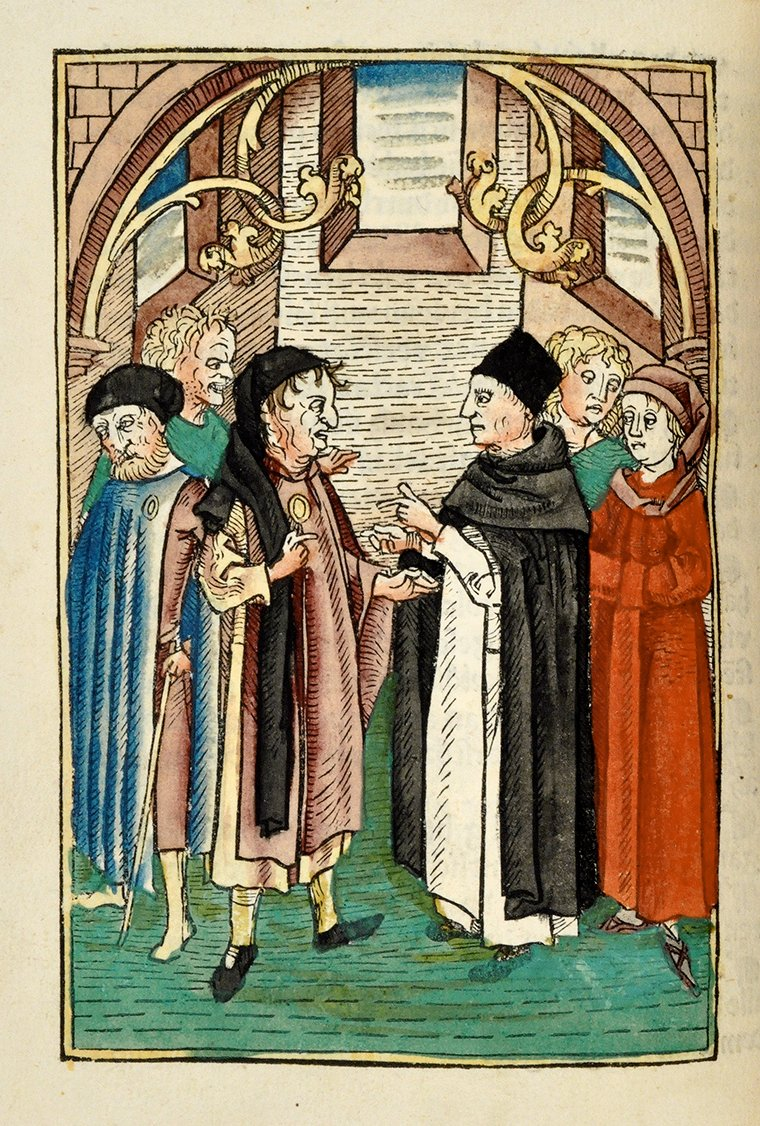
Disput zwischen Dominikanern und Juden

Petrus Nigri befasste sich in seinen theologischen Schriften mit abstrakten Themen der Logik und der Psychologie. Viel Energie verwendete er auch für seine Auseinandersetzungen mit dem Judentum. In Regensburg, Worms und Frankfurt am Main predigte er in drei verschiedenen Sprachen – Deutsch, Latein und Hebräisch – gegen das Judentum und versuchte die jüdischen Theologen zu Diskussionen herauszufordern. 1475 wurde in Esslingen sein Tractatus contra perfidos Judaeos de conditionibus veri Messiae gedruckt, in dem er das Judentum und den Talmud scharf angriff. 1477 folgte am selben Ort das deutschsprachige Chochaf hamschiah, das ist gedolmetscht ein Stern des Meschiah. Gedruckt wurden diese Bücher bei Konrad Feyner.
Nigri argumentierte hier, entsprechend einer Disputation, die er 1474 in Regensburg gehalten hatte, der Messias sei in Gestalt Jesu Christi schon erschienen, es sei ein Irrtum der Juden, noch auf einen solchen zu warten, und sie sollten stattdessen zum Christentum konvertieren. Die deutschsprachige Ausgabe wurde mit zwei ganzseitigen Illustrationen versehen. Eine zeigt den Einzug Jesu in Jerusalem, die andere nimmt auf Nigris Aufenthalt in Regensburg Bezug und zeigt ein Streitgespräch zwischen einem Dominikaner und einer Gruppe von Juden. Der handkolorierte Holzschnitt zeigt die Juden mit dem gelben Ring. Der Hauptakteur ist mit Hakennase und spreizbeinig auf seinen Gesprächspartner einredend dargestellt; ein Kommentar der Bridwell Library, die ein Exemplar dieses Buches besitzt, zu dem Bild lautet: „This [...] image caricatures the Jews by giving them ugly features and expressions [...]“
Die Traktate des Petrus Nigri gegen das Judentum wurden von Johannes Reuchlin in seinem Augenspiegel als absurd bezeichnet.
Interessant sind diese Schriften allerdings, weil ihre sprachwissenschaftlichen Abschnitte zu den ältesten Zeugnissen gedruckter hebräischer Texte in Deutschland gehören und den ersten Versuch eines Christen in Deutschland darstellen, eine hebräische Grammatik und Sprachlehre zu erstellen. Die hebräischen Lettern der bei Fyner in Esslingen erschienenen Werke sind in Holzschnitttechnik gedruckt; Alexander Marx spricht ihnen „uneveness“ sowie eine „clumsy and unsightly form“ zu.
Die sprachlichen Teile der Traktate Nigris wurden zwei Jahrhunderte später nochmals gesondert gedruckt und erschienen als Commentatio de primis linguae Hebraicae elementis 1764 in Altdorf.

## Identität Nigris mit anderen Autoren
Es ist anzunehmen, dass auch die Namen Peter Teuto und Peter Eystettensis sich auf Petrus Nigri beziehen.